# Krobia Stara (gromada)
Krobia Stara – dawna gromada, czyli najmniejsza jednostka podziału terytorialnego Polskiej Rzeczypospolitej Ludowej w latach 1954–1972.
Gromady, z gromadzkimi radami narodowymi (GRN) jako organami władzy najniższego stopnia na wsi, funkcjonowały od reformy reorganizującej administrację wiejską przeprowadzonej jesienią 1954 do momentu ich zniesienia z dniem 1 stycznia 1973, tym samym wypierając organizację gminną w latach 1954–1972.
Gromadę Krobia Stara z siedzibą GRN w Krobi Starej (obecnie Stara Krobia) utworzono – jako jedną z 8759 gromad na obszarze Polski – w powiecie gostyńskim w woj. poznańskim, na mocy uchwały nr 20/54 WRN w Poznaniu z dnia 5 października 1954. W skład jednostki weszły obszary dotychczasowych gromad Bukownica, Domachowo i Krobia Stara ze zniesionej gminy Krobia oraz obszar dotychczasowej gromady Sikorzyn ze zniesionej gminy Gostyń w tymże powiecie. Dla gromady ustalono 17 członków gromadzkiej rady narodowej.
1 stycznia 1962 z gromady Krobia Stara wyłączono miejscowości Sikorzyn i Pijanowice, włączając je do gromady Brzezie w tymże powiecie, po czym gromadę Krobia Stara zniesiono, a jej (pozostały) obszar włączono do gromady Krobia tamże.